# Синагога Бет Ахарон
Синагога Бет Ахарон била је прва синагога на подручју Скопља, изграђена 1366. године, а срушена током земљотреса у Скопљу 1963. године. Налазила се у Јеврејској махали, поред синагоге Бет Јаков, на простору данашњег Меморијалног центара холокауста Јевреја Македоније.